# ماريا كارلسون (لاعبة كرة قدم سويدية)
ماريا كارلسون (بالسويدية: Maria Karlsson)‏ هي لاعبة كرة قدم سويدية، ولدت في 8 فبراير 1985 في غوتنبرغ في السويد. لعبت مع AS Saint-Étienne (women) ‏.

## وصلات خارجية
- ماريا كارلسون (لاعبة كرة قدم سويدية) على موقع الاتحاد الأوربي (الإنجليزية)
- ماريا كارلسون (لاعبة كرة قدم سويدية) على موقع اتحاد السويد (السويدية)
- ماريا كارلسون (لاعبة كرة قدم سويدية) على موقع قاعدة بيانات كرة القدم.إي يو (الإنجليزية)
- ماريا كارلسون (لاعبة كرة قدم سويدية) على موقع Soccerway.com (الإنجليزية)